# Langzhong

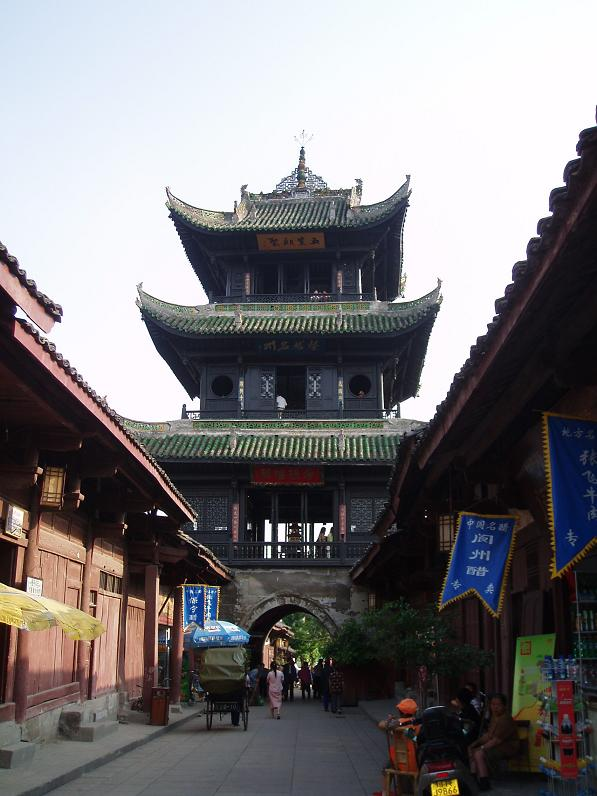
La tour Huaguan

Langzhong (chinois simplifié : 阆中 ; chinois traditionnel : 閬中 ; pinyin : Lángzhōng), anciennement connue sous le nom de Paoning (保寧), est une ville de la province méridionale du Sichuan en Chine. C'est une ville-district placée sous la juridiction de la ville-préfecture de Nanchong.

## Démographie
La population du district était de 849 224 habitants en 1999.